# Hoffmannia quadrifolia
Hoffmannia quadrifolia är en måreväxtart som beskrevs av Paul Carpenter Standley och Julian Alfred Steyermark. Hoffmannia quadrifolia ingår i släktet Hoffmannia och familjen måreväxter. Inga underarter finns listade i Catalogue of Life.